# Los Barrios
Los Barrios település Spanyolországban, Cádiz tartományban. Los Barrios Alcalá de los Gazules, Algeciras, Tarifa, Medina-Sidonia, Castellar de la Frontera és San Roque községekkel határos. Lakosainak száma 24 404 fő (2024).

## Népesség
A település népessége az utóbbi években az alábbiak szerint változott:
| Lakosok száma | 17 283 | 19 260 | 20 871 | 22 311 | 22 853 | 22 991 | 23 316 | 23 642 | 23 983 | 24 404 |
|               | 2001   | 2004   | 2006   | 2009   | 2011   | 2014   | 2016   | 2019   | 2021   | 2024   |